# Coupe Mitropa 1967-1968
Navigation
Édition précédente Édition suivante
La Coupe Mitropa 1967-1968 est la vingt-septième édition de la Coupe Mitropa. Elle est disputée par seize clubs provenant de cinq pays européens.
La compétition est remportée par le FK Étoile rouge de Belgrade, qui bat en finale le Spartak Trnava tenant du titre, sur le score de quatre buts à deux.

## Compétition
Toutes les rencontres se jouent dans un format aller-retour.

### Huitièmes de finale
Les matchs ont lieu du 15 novembre 1967 au 20 décembre 1967.
| Équipe 1                    | Résultat | Équipe 2             | Aller | Retour |
| --------------------------- | -------- | -------------------- | ----- | ------ |
| Tatabányai Bányász          | 3-8      | FK Inter Bratislava  | 3-1   | 0-7    |
| Linzer ASK                  | 1-2      | FK Vardar Skopje     | 0-0   | 1-2    |
| FK Austria Vienne           | 3-2      | Atalanta Bergame     | 1-2   | 2-0    |
| FK Étoile rouge de Belgrade | 4-3      | Diósgyőri VTK        | 3-0   | 1-3    |
| Újpesti Dózsa               | 7-2      | Wiener Sport-Club    | 6-1   | 1-1    |
| Jednota Trencin             | 0-1      | Zeljeznicar Sarajevo | 0-0   | 0-1    |
| US Cagliari                 | 8-3      | Baník Ostrava        | 6-0   | 2-3    |
| Spartak Trnava              | 3-2      | AS Rome              | 2-1   | 1-1    |

### Quarts de finale
Les matchs ont lieu les 13 mars 1968 et 27 mars 1968.
| Équipe 1                    | Résultat | Équipe 2             | Aller | Retour |
| --------------------------- | -------- | -------------------- | ----- | ------ |
| Spartak Trnava              | 4-3      | Zeljeznicar Sarajevo | 2-1   | 2-2    |
| FK Vardar Skopje            | 2-0      | US Cagliari          | 1-0   | 1-0    |
| FK Austria Vienne           | 3-6      | Újpesti Dózsa        | 2-2   | 1-4    |
| FK Étoile rouge de Belgrade | 5-3      | FK Inter Bratislava  | 3-0   | 2-3    |

### Demi-finales
| Équipe 1       | Résultat | Équipe 2                    | Aller | Retour |
| -------------- | -------- | --------------------------- | ----- | ------ |
| Spartak Trnava | 6-3      | FK Vardar Skopje            | 4-1   | 2-2    |
| Újpesti Dózsa  | 2-4      | FK Étoile rouge de Belgrade | 1-0   | 1-4    |

### Finale
Les matchs ont lieu les 15 avril 1968 et 23 avril 1968.
| Équipe 1       | Résultat | Équipe 2                    | Aller | Retour |
| -------------- | -------- | --------------------------- | ----- | ------ |
| Spartak Trnava | 2-4      | FK Étoile rouge de Belgrade | 1-0   | 1-4    |